# Flemming Topsøe
Flemming Topsøe (født 25. august 1938 i Aarhus) er en dansk matematiker og docent i matematik ved Københavns Universitet.
Han blev student fra Ordrup Gymnasium i 1956, mag.scient. i matematik ved Aarhus Universitet i 1962 og erhvervede doktorgraden (dr. phil.) ved Københavns Universitet i 1971 med disputatsen Topology and Measure.
Siden 1964 har Flemming Topsøe været ansat ved Københavns Universitet, hvor han nu er docent i matematik. Han er forfatter til talrige videnskabelige arbejder inden for områderne matematisk analyse, sandsynlighedsteori og informationsteori.
Han var i årene 1983-1998 en dynamisk leder af et stort projekt kaldet Euromath om udbredelsen af  internet baserede tjenester til de matematiske samfund i Europa og Rusland.
Flemming Topsøe nyder stor international anseelse i matematikken. For sine bidrag til matematikken og til matematikersamfundet blev han af det Czekoslovakiske Videnskabsakademi i 1992 belønnet med Hlavka memorial medal og i 2006 med B. Bolzano honoary medal, som er den højeste anerkendelse for indsats i de matematiske videnskaber som uddeles af akademiet.
Flemming Topsøe var formand for Dansk Matematisk Forening i perioden 1978-1982, og stod herunder i 1980 i spidsen for en stor landsdækkende konference om alle aspekter af matematikken i Danmark.

## Familie
- Haldor Topsøe (1842–1935) (oldefar)
- Henrik Topsøe (1944–2019) (bror)